# (3188) Jekabsons
(3188) Jekabsons – planetoida z pasa głównego asteroid okrążająca Słońce w ciągu 3,46 lat w średniej odległości 2,29 au. Została odkryta 28 lipca 1978 roku w Obserwatorium w Perth. Nazwa na cześć astronoma z tego obserwatorium – Petera Jekabsonsa (1943-1990).